# Моисеенко, Борис Николаевич
Борис Николаевич Моисеенко (псевдонимы «Опанас» и «Ицек»; 1880, Российская империя — 24 ноября 1918, Омск) — эсер-боевик, политический деятель, помощник военного комиссара при главнокомандующем Западного фронта (1917), депутат и секретарь съезда членов Учредительного Собрания (1918).

## Биография

### Ранние годы. Первые аресты
Борис Моисеенко родился в 1880 году в семье почётного гражданина, надворного советника Николая Моисеенко, работавшего нотариусом. Борис окончил Казанскую гимназию, после чего он учился сначала в Горном институте в Санкт-Петербурге, а затем — в Казанском университете, откуда был исключён.
В 1899 году Моисеенко оказался под надзором царской «охранки»: сначала как социал-демократ, а затем как член Партии социалистов-революционеров (ПСР). В 1900 году он был привлечён Санкт-Петербургским губернским жандармским управлением к дознанию по делу группы «Рабочее Знамя». В результате, в 1902 году по решению суда он был выслан на 3 года в Вологодскую губернию под гласный надзор полиции и водворён в губернской столице Вологде.
В 1903 году Моисеенко был избран (вместо отказавшегося от секретарства Бориса Савинкова) в консультацию присяжных поверенных при Вологодском окружном суде. Здесь он познакомился с другим присяжным поверенным Владимиром Ждановым. В мае 1904 года Моисеенко скрылся из города.
В 1905 году Борис Моисеенко привлекался к дознанию по делу группы лиц, готовивших террористические акты на высших государственных сановников, в том числе на Великого князя Сергея Александровича (при подготовке покушения Моисеенко выслеживал жертву под видом легкового извозчика), — в марте он был арестован по доносу провокатора. 21 октября 1905 года дело, по Высочайшему Указу, было прекращено (амнистирован по Манифесту 17 октября).
Б. Н. Моисеенко был знаком с Евно Азефом, причём полицейский провокатор произвёл на него при первой встрече «…впечатление чего-то очень внушительного, солидного, спокойного».
В 1906 году Моисеенко проживал в Гельсингфорсе, где общался с видными членами эсеровской боевой дружины. В августе 1906 года он был вновь арестован в Москве и по постановлению Особого Совещания от 4 ноября 1906 года подлежал подчинению гласному надзору полиции в избранном им месте жительства. Борис Николаевич выехал (по разрешению) в Забайкальскую область, куда, в Нерчинскую каторгу, была отправлена его жена — террористка Мария Беневская.

### Эмиграция и работа в ЦК ПСР
В 1909 году Моисеенко, скорее всего разойдясь с женой, скрылся из Забайкалья и выехал за границу, где вступил в организацию Бориса Савинкова. Моисеенко проживал за границей (в частности, в Париже и Женеве) до конца 1912 года, поддерживая постоянные контакты с находящимися там наиболее видными членами ПСР. В тот период Моисеенко сближается с Фондаминскими: в конце 1910 года он делает предложение А. О. Фондаминской, отвергнутое ею.
Провокатор И. П. Кирюхин («Пермяк») после своего разоблачения написал несколько «колоритных» писем членам ПСР, в том числе и Моисеенко: «Ужели личный скандал с некоторыми членами /Азеф/ довел до такого ужасного поступка партии, то есть объявить человека провокатором без всякого суда».
3 декабря 1910 года Б. Н. Моисеенко был помещён в циркуляр Департамента Полиции (№ 118849) о террористической группе Савинкова. Моисеенко входил в состав Заграничной делегации ПСР (с июня 1911 года), а также был кандидатом в члены Следственной комиссии при ЦК ПСР, возникшей также в начале 1909 года для расследования дел, связанных с обвинениями членов партии в связях с «охранкой». Около 23 декабря 1911 года он стал новым партийным кассиром ПСР (взамен Ильи Фондаминского).
Весной 1911 года Б. Н. Моисеенко отказался подписать протест, составленный Б. В. Савинковым, против партийного «Заключения Судебно-Следственной Комиссии по делу Азефа» с формулировкой «это значит самому себя высечь» — хотя Борис Николаевич и осуждал выводы комиссии. Савинков резко осудил позицию Моисеенко («С Ицеком я спорить не буду. Высший партийный суд ошельмовал не только лиц, но и целое партийное учреждение…»): отношения друзей после этого осложнились.
Из отчёта кассы Заграничной делегации ЦК ПСР за сентябрь 1912 года следует, что все финансы (3500 франков) проходили «через Б. Н.» (скорее всего, Моисеенко). На заседании 11 ноября 1911 года был выбран Секретариат ЦК ПСР, в обязанности которого вменили «текущие дела, которые он сам решает, докладывая о них собр[анию] Делегации» — одним из трёх членов Секретариата стал Моисеенко.
По поручению ЦК, Б. Н. Моисеенко состоял в переписке с Виктором Черновым (15 января 1912 года) по поводу редактируемого последним четвёртого номера журнала «Социалист-революционер», а также по поводу членства в ПСР Евгения Колосова.

### Возвращение в Россию. Повторная эмиграция
16 декабря 1912 года Борис Моисеенко был задержан в Иркутске по подозрению в организации покушения на читинского губернатора Кияшко, а также при попытке вывезти с каторги Е. К. Брешко-Брешковскую. Вновь был сослан на 5 лет по постановлению Особого Совещания от 6 июня 1913 под гласный надзор полиции: на этот раз в село Булунь (или Булун, в низовьях реки Лены) Верхоленского уезда (Якутская область). Почти сразу после этого, в середине сентября 1913 года, Моисеенко вновь бежал из ссылки (при помощи Владимира Зензинова) и повторно эмигрировал.
Б. Н. Моисеенко принимал участие в Сербской кампании Первой мировой войны.

### 1917. Помощник комиссара и депутат. Омск
Борис Николаевич вернулся в Россию в 1917 году, после всеобщей амнистии в связи с Февральской революцией. Он стал помощником военного комиссара при главнокомандующем армиями Западного фронта. В конце 1917 года Моисеенко избрался делегатом во Всероссийское Учредительное собрание от Юго-Западный фронта по списку № 1 (эсеры и Совет крестьянских депутатов фронта). 5 января 1918 года он получил должность секретаря на съезде членов Собрания. Моисеенко также вошел в бюро фракции ПСР.
В 1918 году Борис Моисеенко входил в состав Союза возрождения России, где он заведовал всеми военными силами — а также был членом КОМУЧа. Он приехал в Омск в качестве делегата и секретаря съезда членов Учредительного Собрания, избранного на Уфимском Государственном совещании. 24 ноября 1918 года он был незаконно арестован (похищен) черносотенными офицерами, поддерживавшими адмирала Колчака (из отряда атамана Ивана Красильникова), подвергнут пыткам и казнен. Тело Бориса Николаевича Моисеенко убийцы бросили в реку Иртыш (спустили под лёд).
Почти 20 лет спустя член КОМУЧа С. Н. Николаев писал о том, что под охраной товарища министра внутренних дел Директории Е. Ф. Роговского находились 3 миллиона рублей, из-за которых собственно и был убит Моисеенко.

## Семья
Брат (младший): Сергей Николаевич Моисеенко (1880—1955) — член боевой организации ПСР (с весны 1909 по февраль 1911 года) и отряда Бэлы, техник; одно время работал извозчиком в Санкт-Петербурге, пытаясь проследить передвижения Николая II; жил во Франции и в Италии, часто выпивал; в июне 1914 года уехал на остров Ява, где устроился работать на чайных плантациях; возвратился в Россию (1917), стал «оборонцем», эмигрировал после большевистского переворота; по окончании Второй мировой войны был настроен просоветски, принял гражданство СССР.
Сестра: Евгения Николаевна Моисеенко (ум. после августа 1941) — студентка Высших женских курсов, близкая подруга жены А. Ф. Керенского.
Жена: Мария Аркадьевна Беневская (партийная кличка «Генриетта»; 1882—1942) — эсерка-террористка, осенью 1906 года была осуждена по делу о неудавшемся покушении на Фёдора Дубасова.

## Произведения
- Б. Н. Моисеенко, «Каляев на работе» (воспоминания) // «Дело Народа» (Москва), 17 февраля 1918 года.